# ناحیه گموند
ناحیه گموند (به آلمانی: Gmünd District) یک ناحیه در اتریش است که در نیدراسترایش واقع شده‌است. ناحیه گموند ۴۰٬۰۵۰ نفر جمعیت دارد.